# Silingos
Os silingos foram um povo germânico, mais precisamente uma ramificação Este dos vândalos, que se terá estabelecido na área da Silésia. Inseridos na grande migração germânica, e em fusão com outra ramificação vândala, os asdingos, estendem a sua movimentação à Península Ibérica e mais tarde ao norte de África.